# Guillermo Giacomazzi
Guillermo Gonzalo Suárez Giacomazzi (Montevidéu, 21 de novembro de 1977) é um ex-futebolista uruguaio que atuava como volante. Possui também cidadania italiana.

## Carreira

### Clubes
Iniciou sua carreira no Bella Vista, tendo passado ainda pelo tradicional Peñarol, entre 2000 e 2001. Se consagrou atuando pelo Lecce, sendo o recordista de participações na Série A pelo clube pugliano, com 178 partidas disputadas. Em 12 anos, Giacomazzi jogou 273 vezes pelo Lecce, marcando 37 gols. Durante o período, foi emprestado para Palermo e Empoli, sem tanto destaque.
Após deixar o Lecce em 2013, defendeu também o Siena e o Perugia, onde encerrou a carreira em agosto do mesmo ano, aos 37 anos.

## Seleção Uruguaia
Pela Seleção Uruguaia, Giacomazzi esteve em 17 partidas pela Celeste Olímpica entre 1998 e 2007, não marcando nenhum gol.
Não chegou a jogar competições oficiais pela Seleção, perdendo a chance de disputar, inclusive, a Copa de 2002. Não foi também convocado para 4 edições da Copa América (1999, 2001, 2004 e 2007).